# Arthur Guérin-Boëri
Arthur Guérin-Boëri né le 13 août 1984 à Nice, est un apnéiste professionnel français, champion du monde d'apnée dynamique en 2013, 2015 et 2016. Depuis sa découverte de l'apnée en 2010, il a décroché six records du Monde et cinq titres mondiaux. Il est le Français le plus titré de l'histoire de ce sport. Depuis 2021, il détient également le record du monde d'apnée dynamique sous glace. Cette prouesse physique et mentale attire l'attention des médias et pointe les projecteurs sur cette forme extrême et en eau libre de l'apnée dynamique, habituellement plutôt pratiquée en piscine chauffée. Son parcours vers la plongée sous glace a fait l'objet du film documentaire Sunny Boy - Under Ice, Beyond Fear de Morgan Le Faucheur.

## Présentation
Arthur Guérin-Boëri naît à Nice en 1984. Il grandit et poursuit ses études d'ingénieur du son en région parisienne, où il découvre l'apnée sportive en 2010, au sein du club Apnée Passion (Montreuil-93). Très vite, ses encadrants voient en lui un compétiteur né. Il commence la compétition sur les conseils d'Éric Poline en 2012, en intégrant la ligne d'entrainement compétition du Val-de-Marne AccrO2, dirigée par Guillaume Lescure qui devient son entraineur. En mai 2013, lors des Championnats de France à Mulhouse, il est repéré par le staff de l’Équipe de France qui lui propose d'intégrer le groupe France en prévision des Championnats du Monde d'apnée. 
Il part donc à Kazan (Russie), en août 2013, pour les CMAS GAMES (Championnats du Monde des Activités Subaquatiques organisé par la CMAS), et devient Champion du Monde pour la première fois, en apnée dynamique sans palmes (DNF), en parcourant 200 m en petit bassin, signant par là même un nouveau record du Monde. 
Il réitère en 2015 à Mulhouse lors des 8e Championnats du Monde d'apnée en salle CMAS, en parcourant cette fois 183 mètres en grand bassin. Il remporte l'or et un nouveau record du monde en grand bassin.  
Toujours en 2015, à Ischia (Italie), il devient champion et recordman du monde de Jump Blue (JB) lors du 1er Championnat du Monde CMAS Outdoor.  
Arthur Guérin-Boëri est alors le seul athlète français à avoir cumulé 2 titres de champion du Monde sur la même saison, et le premier athlète français à cumuler des titres de champion du Monde dans les deux environnements (en mer et en bassin). 
En 2015, lors des Championnats de France FFESSM organisés à Chartres, il égalise son record du monde en nageant 200 m en apnée dynamique sans palme (DNF), et enchaîne avec 250 m en apnée dynamique avec palmes (DYN) et 6 min 22 s en apnée statique (STA). Il devient champion de France 2015 et totalise 603 points au combiné, soit le plus gros combiné jamais réalisé dans l'histoire de l'apnée française (NR).
En 2015, il ajoute à son entraînement en apnée un suivi personnalisé en préparation physique, assuré par Enguerrand Aucher,.
En 2016, il devient le premier homme à atteindre en compétition la barre symbolique des 300 m en dynamique avec palme, lors des championnats du monde indoor d'apnée CMAS à Lignano en Italie. En octobre, en Turquie, il conserve son titre de champion du monde en Jump Blue en nageant plus de 200 m.
Arthur Guérin-Boëri continue sa progression en profondeur, qui constitue un de ses principaux objectifs. Dans cette dynamique, il séjourne régulièrement à Nice, sa ville natale, où il se familiarise avec le milieu naturel, à l'écoute des conseils d’apnéistes de l'« École Niçoise », comme Guillaume Néry, Aurore Asso, ou Morgan Bourc'his.
Il est favorable à une harmonisation, au niveau national et international, des fédérations, ainsi que des protocoles de validation des performances en apnée, pour une meilleure compréhension par le public et des médias.
En 2021 il établit un record de distance en apnée en parcourant 120 m sous la glace.
Le 9 mars 2022, il décroche un nouveau record du monde en apnée dynamique et jamais réalisé auparavant. Il nage 105 mètres dans une eau à 1° dans le lac Morrison Quarry, à Wakefield (Canada). Cet exploit s'est fait en maillot de bain et sous la glace.

## Palmarès
- 2013 : Champion du Monde et record du Monde d'apnée dynamique sans palmes (DNF) en petit bassin : 200 m / CMAS WORLD GAMES / Kazan (RU)[9]

- 2015 : Record de France du Combiné : 603 points / Championnats de France d'apnée / Chartres[10]

- 2015 : Record de France d'apnée dynamique sans palmes (DNF) (ex æquo avec Alexis Duvivier ) : 200 m / Championnats de France d'apnée / Chartres[11]

- 2015 : Champion du Monde et record du Monde d'apnée dynamique sans palmes (DNF) en grand bassin : 183 m[12],[13] / Championnats du Monde d'apnée indoor CMAS / Mulhouse

- 2015 : Champion du Monde et record du Monde de Jump Blue (JB) : 201 m / Championnats du Monde d'apnée outdoor CMAS / Ischia (IT)[14]

- 2016 : Champion du Monde et record absolu en Dynamique monopalme en grand bassin : 300 m / Championnats du Monde d'apnée en salle CMAS / Lignano[15]
- 2016 : Champion du Monde en Jump Blue (JB) à Tas en Turquie lors des championnats du monde CMAS outdoor :  201 m